# Taijipalatset
Taijipalatset (kinesiska:太极宫, Tàijígōng) var det kejserliga palatset under Suidynastin (581-618) och början av Tangdynastin (618-907) innan Damingpalatset stod färdig år 663. Taijipalatset låg i norra delen av Chang'an, dagens Xi'an i Kina och upptog 4,2 kvadratkilometer av stadens yta. Taijipalatset låg centrerat kring Chang'ans nord- sydliga axel precis söder om den norra stadsmuren. Väster om Tajjipalatset låg Yetingpalatset och på andra sidan Östra palatset. Palatsstaden omgavs av mer än 10 meter höga murar som sträckte sig 2 800 meter i öst- västlig riktning och 1 500 meter i nor- sydlig riktning. Taijipalatset innehöll flera salar där kejsare höll audienser, bodde och skötte dynastins angelägenheter. Salen där kejsaren tron fans hette Taijisalen. Palatset största södra port var Chengtianporten, och längs norra muren fans Xuanwuporten och Anliporten.

## Historia
Sommaren 582 påbörjar Suidynastins kejsare Wen uppföra dynastins nya huvudstad Daxing. Huvudstaden placeras precis över centrum av dagens Xi'an vilket var några kilometer sydost om Handynastins tidigare huvudstad Chang'an. Efter ett halvår, i början av år 583, var Daxing byggd och staden innehöll den kejserliga palatsstaden som hette Daxingpalatset. Staden var mycket stor och täckte 84 kvadratkilometer. Palatsstaden låg centrerad längs den norra stadsmuren. Under efterföljande Tangdynastin återfår staden sitt tidigare namn Chang'an och det kejserliga palatset fick namnet Taijipalatset. Vid palatsets norra port inträffade år 626 incidenten vid Xuanwuporten då kejsarens son Li Shimin dödade sina två bröder för att därefter bli kejsare Tang Taizong. Taijipalatset låg ungefär vid Xi'ans stadsmurs norra port Anyuan och det finns inte mycket kvar av palatset idag.